# Hayato (Volk)
|  | Dieser Artikel wurde aufgrund von inhaltlichen Mängeln auf der Qualitätssicherungsseite der Redaktion Ostasien eingetragen. Dies geschieht, um die Qualität der Artikel aus dem Themengebiet Ostasien auf ein akzeptables Niveau zu bringen. Dabei werden Artikel gelöscht, die nicht signifikant verbessert werden können. Bitte hilf mit, die inhaltlichen Mängel dieses Artikels zu beseitigen, und beteilige dich bitte an der Diskussion! |

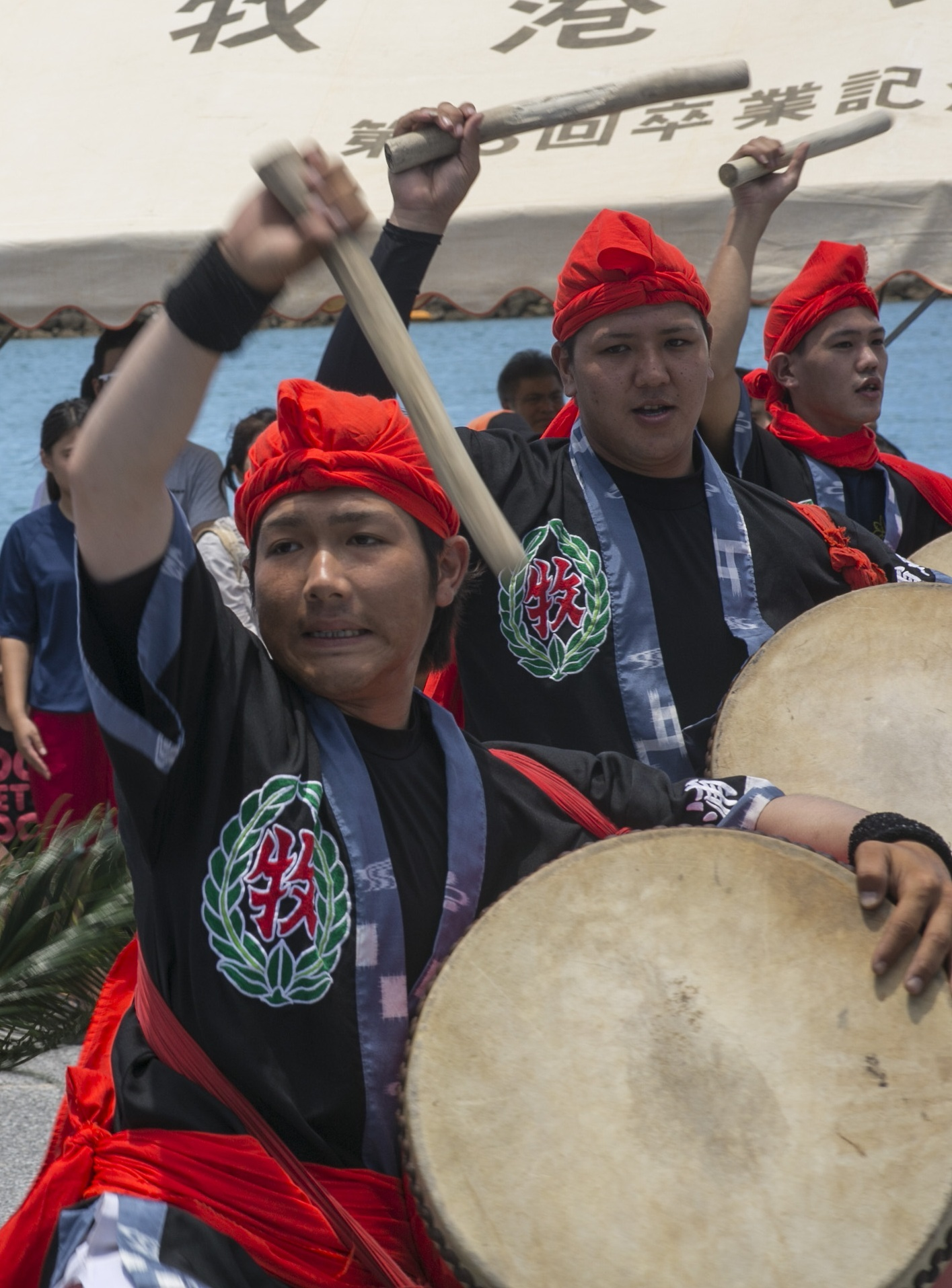
Noch heute werden die Tänze der Hayato in Japan abgehalten. Speziell auf den Ryūkyū-Inseln, aber auch im Rest Japans sind diese Festivals sehr beliebt und Teil der lokalen Kultur.

Die Hayato (japanisch 隼人 ‚Falkenmenschen‘) waren ein Volk, das im antiken Japan in der Präfektur Kagoshima und anderen Teilen Kyūshūs bis in die späte Nara-Periode lebte. Sie wurden am Ende der Nara-Zeit dem Yamato-Reich eingegliedert und gingen in der japanischen Bevölkerung auf. Einige von ihnen wurden nach Nara gebracht, um den kaiserlichen Arbeitern ihre Handwerkskünste beizubringen.

## Kultur
Die Sprache der Hayato ist nur in wenigen Bruchstücken überliefert (zwei Wörter und eine Handvoll Personennamen) und wurde mit den austronesischen Sprachen in Verbindung gebracht. Die Kultur der Hayato ähnelt der heutigen japanischen Kultur, mit dem Unterschied, dass sie einige Rituale aus Taiwan pflegten. Sie benützten Schilde in ihrer Kriegskunst und waren geschickte Seefahrer. Des Weiteren sind sie für ihre Handwerkskünste bekannt und spielten in vielen Bereichen der japanischen Kultur eine wichtige Rolle. Die Hayato-Kultur wurde nach einiger Zeit als integraler Teil Japans gesehen und wurden Teil der Yamato selbst.
Der Kami Umisachi-hiko (海佐知毘古, 海幸彦, Glück des Meeres), auch Hoderi/Honosusori (火照[命], "Flammen-Tanz"), gilt als Ahnengott der Hayato und wird noch heute in Shintō-Schreinen verehrt.

## Geschichte
Aufgrund ihrer eigenen Kultur und Sprache widersetzten sie sich anfangs erfolgreich der Yamato-Herrschaft. Nach einiger Zeit sank der Drang zur Unabhängigkeit und sie wurden unter dem Ritsuryō-Rechtssystem ein Teil des Yamato-Reiches. Die Yamato-Japaner respektierten die Tänze, Rituale und Handwerkskünste der Hayato und sie erhielten einen relative hohen gesellschaftlichen Rang. Des Weiteren erklärte die kaiserliche Regierung, dass die Hayato und ihre Sprache eine "brüderliche Verwandtschaft" zu den Japanern habe und gewährte ihnen dieselben Rechte wie den Yamato-Japanern selbst. Im Laufe der Zeit verschmolzen sie mit den Yamato und bildeten die heutige Bevölkerung von Kyūshū.
Viele Hayato wurden aufgrund ihrer kriegerischen Fähigkeiten zu Samurai ernannt oder wurden Teil einer Elite-Garde für die kaiserliche Familie. Die Hayato kommen vergleichsweise relativ oft in Geschichten und Legenden vor was ihren hohen und speziellen Status im antiken Japan widerspiegelt.

## Herkunft und Verwandtschaft
Die Hayato sind eng mit anderen austronesischen Völkern verwandt. Sie zeigen speziell enge Verwandtschaft mit Taiwanesen und einigen Menschen an der südöstlichen Küste Chinas. Des Weiteren sind sie eng mit heutigen Japanern verwandt. Genetische Analysen zeigen, dass die Hayato offensichtlich auch an der Küste Südkoreas siedelten und dort vor den Koreanern lebten und assimiliert wurden.